# Thyonella mexicana
Thyonella mexicana is een zeekomkommer uit de familie Cucumariidae.
De wetenschappelijke naam van de soort werd in 1941 gepubliceerd door Elisabeth Deichmann.